# Дакчха

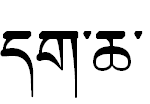

Дакчха — традиционный метод орфографической экспликации или «чтения по буквам» в тибетском языке, аналогичный другим методикам «чтения по буквам» в других языках, применяющих консонантную письменность (например, хугая в ассирийском, салоупау в мьянманском, пракоп в кхмерском), и сходный с китайской методикой анализа написания иероглифа по чертам. Чтение или проговаривание по буквам применяется не только при обучении языку, но и в бытовом общении тибетцев. В процессе изучения тибетского языка дакчха имеет особо важное значение из-за того, что количество букв в слоге обычно превышает количество произносимых звуков, и, как и в других языках сино-тибетской семьи, в тибетском словаре много омонимов, имеющих разное написание.

## Правила дакчха
В составе тибетского слога первым делом выделяют коренную букву, другие графические компоненты слога — огласовка, «суффикс», второй «суффикс», подписная буква (подставка), приписная буква (приставка) и надписная буква (надставка) — могут отсутствовать. Таким образом, в максимально сложном слоге может быть семь знаков, в максимально простом — один. Дополнительные буквы прибавляются к основной по часовой стрелке, начиная с «суффикса». Этот принцип положен в основу расположения слов в словаре.
Метод дакчха заключается в последовательном чтении названий букв слева направо и чтении итогового произношения.
- Без огласовки буква «дакчхается» своим алфавитным произношением.

Пример: . Ба.
- Если слог начинается с приставки, то при чтении к приставке добавляется звук «О». Приставок пять: ао, бао, гао, дао, мао.

- Если есть надставка, она читается без изменения, а к находящейся под ней букве добавляется «ТА» (таг). После читается итоговое произношение.

Пример: . Бао ра гатаг — га, (га — коренная, ра — надставка). Надставок три: «ла», «ра», «са».
- Если есть подставка, то повторяется итоговое произношение, а к подставке добавляется «ТА» (таг).

Пример: . Бао ра гатаг — га. Га ятаг — гья (я — подставка). Подставок четыре: вазур, латаг, ратаг, ятаг. Ва (вазур) не влияет на произношение.
- Если есть огласовки, они читаются после подставок и вставляется итоговое произношение. Огласовок четыре: гигу — «И», жабкью — «У», дрэнбу — «Э», наро — «О».

Пример: . Ба жабкью — бу.
- Если есть «суффикс», он читается без изменений и всё завершается итоговым произношением. «Суффикс» (финаль) может быть одной из десяти букв: а, ба, га, да, ла, ма, на, нга, ра, са. В итоговом произношении часть из них не произносится, а часть произносится без гласного в соответствии с правилами тибетского произношения.

- Второй «суффикс» также читается без изменения и без промежуточного чтения итогового произношения. Вторым «суффиксом» может быть только «са». Са-нга-са — санг.